# Pareuxoa chubutensis
Pareuxoa chubutensis là một loài bướm đêm trong họ Noctuidae.